# 曼努埃尔·马林

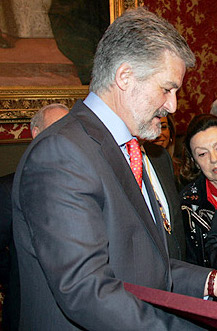
曼努埃尔·马林

曼努埃尔·马林·冈萨雷斯（西班牙語：Manuel Marín González，1949年10月21日—2017年12月4日，雷阿尔城），西班牙政治家，西班牙工人社会党成员，曾任欧盟委员会临时主席（1999年）和西班牙众议院议长（2004年－2008年）。 
马林于2017年12月4日因食道癌在马德里去世，享年68岁。